# Atrichobrunettia brevicornis
Atrichobrunettia brevicornis är en tvåvingeart som beskrevs av Freddy Bravo 2006. Atrichobrunettia brevicornis ingår i släktet Atrichobrunettia och familjen fjärilsmyggor. Inga underarter finns listade i Catalogue of Life.